# Ostojićevo (Bijeljina)
Pour les articles homonymes, voir Ostojićevo.
Ostojićevo (en serbe cyrillique : Остојићево) est un village de Bosnie-Herzégovine. Il est situé sur le territoire de la ville de Bijeljina et dans la république serbe de Bosnie. Selon les premiers résultats du recensement bosnien de 2013, il compte 481 habitants.

## Géographie
Le village est situé à la frontière entre la Bosnie-Herzégovine et la Serbie, au bord de la Save, un affluent du Danube ; son territoire est traversé par la rivière Bistrik et par le Kanal Dašnica (à l'ouest) et par la rivière Široki Resnik (à l'est) ; le canal et le Široki Resnik se jettent dans la Save.

## Démographie

### Évolution historique de la population dans la localité
| 1948 | 1953 | 1961 | 1971 | 1981 | 1991 | 2013 |
| ---- | ---- | ---- | ---- | ---- | ---- | ---- |
| 765  | 787  | 777  | 749  | 673  | 595  | 481  |

|  |